# فاروق أكسوي
فاروق أكسوي (بالتركية: Faruk Aksoy)‏ هو كاتب سيناريو ومنتج أفلام ومخرج تركي، ولد في 1964 في إسطنبول في تركيا.

## وصلات خارجية
- فاروق أكسوي على موقع IMDb (الإنجليزية)
- فاروق أكسوي على موقع ألو سيني (الفرنسية)
- فاروق أكسوي على موقع أول موفي (الإنجليزية)
- فاروق أكسوي على موقع قاعدة بيانات الفيلم (الإنجليزية)
- فاروق أكسوي على موقع كينوبويسك (الروسية)